# Cheile Ribicioarei și Uibăreștilor
Cheile Ribicioarei și Uibăreștilor alcătuiesc o arie protejată de interes național ce corespunde categoriei a IV-a IUCN (rezervație naturală de tip mixt), situată în județul Hunedoara, pe teritoriul administrativ al comunei Ribița, pe râurile Ribicioara și Uibărești, la 12 km de Țebea.
Rezervația naturală în suprafață de 20 ha, reprezintă o zonă unde se remarcă prezența calcarelor jurasice cu pereți pe alocuri foarte abrupți, pe care s-a dezvoltat o bogată vegetație specifică, având o structură calcaroasă, cu pereți foarte abrupți pe alocuri . 
Pe versantul drept al Cheilor Ribicioarei se află Peștera Cizmei cu urme fosile din neolitic. Peștera, declarată rezervație speologică, adăpostește numeroase formațiuni stalagmitice, un bogat depozit paleofaunistic și desene rupestre. 